# San Dionisio (Nicarágua)
San Dionisio é um município da Nicarágua, situado no departamento de Matagalpa. Tem 166 km² de área e sua população em 2020 foi estimada em 18.849 habitantes.